# Demba Ba
Demba Ba, född 25 maj 1985 i Sèvres i Frankrike, är en senegalesisk-fransk före detta fotbollsspelare. Ba spelade för Senegals landslag.

## Tidig karriär
Ba föddes i Sèvres, Hauts-de-Seine, som det näst yngsta av sju syskon. Han växte upp i Saint-Valery-en-Caux, Seine-Maritime. Han började spela för ungdomsklubben Mont Gaillard 1992, innan han började spela för Port Autonome mellan 1999 och 2000, samt Frileuse mellan 2000 och 2001.
2001 återvände Ba till Châtillon och började spela för Montrouge. Han spelade där fram tills 2004 då han bestämde sig för att fokusera på sin fotbollskarriär. Han provspelade både för Olympique Lyonnais och sedan med Auxerre, dock utan att lyckas. Ba lämnade då Frankrike för provspel i de engelska klubbarna Watford och Barnsley.

## Klubbkarriär

### Newcastle United
Den 17 juni 2011 skrev Ba på ett treårskontrakt med Newcastle United, där han gjorde sin debut den 13 augusti 2011 i en 0–0-match mot Arsenal. Han gjorde sitt första mål samt ett hat trick för klubben den 24 september 2011 i en 3–1-hemmavinst mot Blackburn Rovers. Ett nytt hat trick kom i 3–1-bortavinsten mot Stoke City, vilket förde upp klubben på en tredje plats i ligan.

### Chelsea
Den 4 januari 2013 gick Ba till Chelsea för en icke angiven avgift. Ba skrev på ett 3,5-årskontrakt och blev den första senegalesiska spelaren i klubben. Han fick det tidigare vakanta tröjnumret 29.
Ba gjorde den 5 januari sin debut mot Southampton i den tredje omgången av FA-cupen. Han gjorde två mål i matchen, som slutade med en 5–1-vinst för Chelsea. Den 1 april 2013 avgjorde Demba Ba omspelet mot Manchester United i kvartsfinalen i FA-cupen med matchens enda mål. Han gjorde även mål i sin debut på hemmaplan den 16 januari i en 2-2-match mot samma klubb. Den 1 april 2013 avgjorde Demba Ba omspelet mot Manchester United i kvartsfinalen i FA-cupen med matchens enda mål. "
2014 gjorde han det avgörande målet som tog Chelsea till semifinal mot PSG.

### Beşiktaş
Under sommaren 2014 skrev Demba Ba fyraårskontrakt med en av de största klubbarna i Turkiet, Besiktas. Han hade nummer 9 på tröjan.

### FC Lugano
Den 18 juni 2021 värvades Ba av schweiziska FC Lugano, där han skrev på ett ettårskontrakt. Tre månader senare meddelade han på twitter att han avslutar karriären efter 16 år som professionell fotbollsspelare.